# ミュータマ
『ミュータマ』（みゅーたま）は、朝日放送ラジオ（ABCラジオ）で2021年4月3日（JST）から2024年12月29日まで放送されていた音楽番組である。

## 概要
新人・インディーズアーティストの音楽活動を支援するEggsと提携し、次世代のスターを応援するプロジェクトとなる番組。
毎週、金の卵となる新人・インディーズアーティストをゲストに迎えて、魅力を深掘りし発掘していく。そのゲストコーナーのパートは原則前後編の2回1セットとなっている。
番組名の「ミュータマ」は「ABCミュージックタマゴ」の略で、ABCラジオの名物音楽番組「ABCミュージックパラダイス」（ミューパラ、2021年秋改編で再スタート）へのリスペクトを込めたタイトルである。
なお2022年秋季改編以後は、週替わりMCの番組「ミューパラ+」（22:00ｰ22:30生放送）に続けて22:30-23:00に生放送されており、「ミューパラ」の土曜版を2番組で形成していたが、ミューパラ（ミューパラ+含む）が2024年秋季改編で終了となり、同年10月以降は当番組のみ日曜日の22:30-23:00に枠移動して継続されたが、同月27日の放送で年内をもっての番組の終了が発表され、予定通り同年12月29日で番組終了となった。

## 放送時間
- 2021年4月3日（2日深夜） - 2021年9月25日（24日深夜）
  - 毎週土曜 0:00 - 0:30（金曜深夜24:00 - 24:30、30分）[1]
- 2021年10月1日（9月30日深夜） - 2022年9月29日（9月28日深夜）
  - 毎週金曜 0:30 - 1:00（木曜深夜24:30 - 25:00、30分）[4]

2021年秋改編で『ABCミュージックパラダイス』の再スタートに伴い放送枠を移動。
- 2022年10月8日 - 2024年9月28日
  - 毎週土曜 22:30 - 23:00（30分）
- 2024年10月6日 - 2024年12月29日
  - 毎週日曜 22:30 - 23:00（30分）[5]

2024年秋改編でスピンオフ基の『ABCミュージックパラダイス』が終了したが、当番組は継続の上でその後の夜間枠大改編により放送枠を移動。

## 出演
- 鈴木淳史
1978年2月2日生まれのライター・インタビュアー、放送作家、編集者。愛称は『オピ兄』[6][7]。
『よなよな…』木曜（放送開始から2018年春改編まで火曜）を2014年4月から2021年9月まで出演・構成を担当。2021年10月からは『真夜中のカルチャーBOY』の出演・構成を担当[6]。
- 斎藤真美（朝日放送テレビアナウンサー） - アシスタント[1]

## ゲスト
バンドはバンド名（出演者名）で記載。
- 2021年
  - 4月3日・10日 - Re:name（高木一成、ヤマケン）
  - 4月17日・24日 - PULPS（田井彰、大石悠人）
  - 5月1日・8日 - アポロノーム（辻村アリサ、おおにしれいあ）
  - 5月15日・22日 - CAT ATE HOTDOGS（おざき、ハナッペ）
  - 5月29日・6月5日 - Hello Hello（ヤナギ、ともひろ）
  - 6月12日・19日 - レベル27（奥田大地、オオタ13月）
  - 6月26日・7月3日 - 夜の最前線（オオカワリョウ）
  - 7月10日・17日 - my sister circle（こなみ、sawaco）
  - 7月24日・31日 ‐ ワンダフル放送局（wan、ゆうだい）
  - 8月7日・14日 - 帝国喫茶（杉浦祐輝）
  - 8月21日・28日 - Noranekoguts（野良猫ガッツ、ぽてと）
  - 9月4日・11日 - ayaka
  - 9月18日・25日 - ソールドシュガー（ひなた、Kego）
  - 10月1日・8日 - メランコリーメランコリー（藤原すもも）
  - 10月15日・22日 - aiwo（谷口イサム）
  - 10月29日・11月5日 - Mlle. （マドモアゼル）（Nori、Niki）
  - 11月12日・19日 - 地球から2ミリ浮いてる人たち（なかのゆき、コバタヨシタネ）
  - 11月26日・12月3日 - 弥生時代の末裔（焼き鳥、キヨ）
  - 12月10日・17日 - 優利香
  - 12月24日・31日 - 帝国喫茶（2回目出演、メンバー全員）